# Jenna Ushkowitz
Jenna Noelle Ushkowitz (* 28. dubna 1986 Soul, Jižní Korea) je americká herečka a zpěvačka. Její nejznámější role jsou pravděpodobně v broadwayských muzikálech a její rolí Tiny Cohen-Chang v seriálu Glee.

## Dětství
Ushkowitz se narodila v Soulu v Jižní Koreji; ve věku tří měsíců byla adoptovaná a tak vyrůstala v East Meadow v New Yorku. Byla vychována jako katolička a chodila na základní školu v Parkway a střední školu Holy Trinity Diocesan, katolickou školu, známou pro její divadelní oddělení v Hicksville na Long Island. Absolvovala v roce 2004, když hrála ve světové premiéře muzikálu Bídníci, kterou produkovala střední škola. Dále ztvárnila role jako Penny v Honk!, Inez v The Baker's Wife, Little Red Riding Hood v Into The Woods a Romaine Patterson v The Laramie Project. V roce 2007 absolvovala Marymount Manhattan College a znovu hrála v muzikálu Into the Woods.

## Kariéra
Ushkowitz byla v showbusinessu už od svých 3 let. Hrála v Sesame Street a dalších TV pořadech. Její první role na Broadwayi byla v muzikálu Král a já v roce 1996.
Ve svých 13 letech zpívala americkou hymnu na zápase v Madison Square Garden. Před nástupem do seriálu Glee se připojila k muzikálu Probuzení jara (Spring Awakening), kde byla jako alternace rolí Anny, Marthy, Elsy a They.

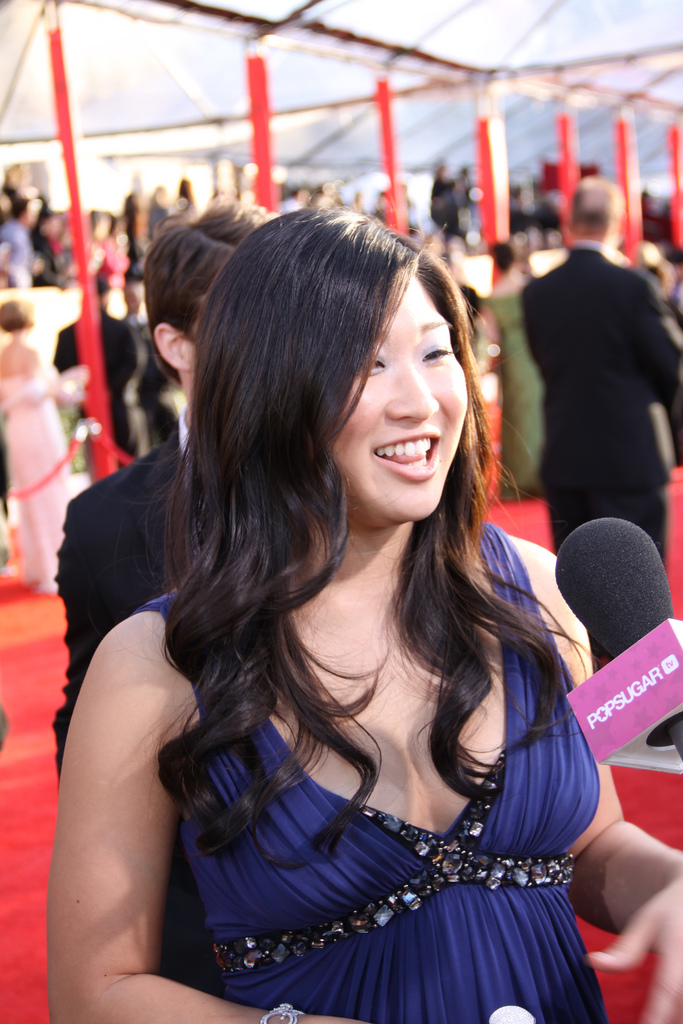
Ushkowitz v roce 2010 na SAG Awards

V roce 2009 dostala roli Tiny Cohen-Chang v seriálu Glee. Prvních 9 epizod falešně koktala. Později v seriálu zpívala 2 sóla – „Tonight“ z West Side Story a „True Colours“. Součástí role byl také románek s Kevinem McHalem (Artie) a Harrym Shumem mladším (Mike Chang). Představitelku Rachel Berry, Leu Michele, zná už od svých osmi let a také společně účinkovaly v muzikálu Probuzení jara.
V prosinci 2015 bylo potvrzeno, že si zahraje v rebootu filmu Hello, Again, po boku Nolana Gerarda Funka a Audry McDonald. V roce 2016 moderovala rádiovou show Infinite Positives, kde vyzpovídávala osobnosti, které jí inspirovali. Od 29. července 2016 hraje roli Dawn v Broadwayské produkci muzikálu Servírka.

## Filmografie
| Rok     | Název                       | Role               | Poznámky                                  |
| ------- | --------------------------- | ------------------ | ----------------------------------------- |
| 1988    | Sesame Street               | Sama sebe          | Byla v úvodní znělce, ve špinavém bazénu. |
| 1988    | Reading Rainbow             | Sama sebe          |                                           |
| 1988    | As the World Turns          | Sama sebe          |                                           |
| 1989    | Babyface                    | Sama sebe          |                                           |
| 1990    | Yankees on Deck             | Moderátorka        |                                           |
| 2000    | Little Bill                 | Basketbalistka     | Epizoda: "The Promise/The Practice"       |
| 2001    | Educated                    | Wendy              |                                           |
| 2007    | Sladký život Zacka a Codyho | Houslistka         | Epizoda: "Orchestra"                      |
| 2009–15 | Glee                        | Tina Cohen-Chang   | Hlavní role                               |
| 2010    | When I Was 17               | Sama sebe          | Epizoda 32                                |
| 2011    | The Glee Project            | Sama sebe          | Epizoda: "Believability"                  |
| 2011    | Glee Live!                  | Tina Cohen-Chang   | 3D film                                   |
| 2013    | This Is How I Made It       | Sama sebe          | Epizoda 10                                |
| 2013    | MasterChef                  | Sama sebe          | Epizoda: "Top 14 Complete"                |
| 2014–15 | Celebrity Name Game         | Sama sebe          | 6 epizod                                  |
| 2014    | Twinsters                   |                    | také výkonná producentka                  |
| 2016    | Yellow Fever                | TBA                |                                           |
| 2016    | Hello Again                 | Marie, sestra      |                                           |
| 2017    | Kapitán Bombarďák ve filmu  | Paní Guided (hlas) |                                           |

### Divadlo
| Rok     | Název             | Role           | Poznámky                     |
| ------- | ----------------- | -------------- | ---------------------------- |
| 1996–98 | Král a já         | Královské dítě | Neil Simon Theatre           |
| 2006–08 | Probuzení jara    | Swing          | Eugene O'Neill Theatre       |
| 2014    | Vlasy             | Jeannie        | Hollywood Bowl               |
| 2015    | Píseň pro nevěstu | Julia Sullivan | Pittsburgh Civic Light Opera |
| 2016    | Servírka          | Dawn           | Brooks Atkison Theatre       |